# علي عبد العزيز حلبجي
علي عبد العزيز الحلبجي (28 ديسمبر 1929 - 17 مارس 2007) عالم إسلامي كردي من كردستان العراق وأحد مؤسسي وثاني زعيم للحركة الإسلامية الكردستانية.

## سيرته
ولد في 28 ديسمبر 1929 في قرية بريسي ساروو في قضاء حلبجة لعائلة متدينة. وفي سن السابعة درس القرآن الكريم والشريعة الإسلامية. درس مع والده عبد العزيز. وفي عام 1953 أصبح مدرساً إسلامياً في مسجد منطقته إلى جانب شقيقه عثمان عبد العزيز. وفي عام 1959 أصبح إماماً لمسجد العزباني في السليمانية، وفي عام 1961 أصبح إماماً لمسجد محمد باشا في حلبجة. وفي عام 1962 أصبح مديراً للمعهد الإسلامي في حلبجة. نفته الحكومة العراقية البعثية إلى الأنبار والفلوجة وذي قار وبغداد لقيادته المجاهدين الأكراد خلال التمردات الكردية في العراق (1983-1986) إلى جانب المتمردين الأكراد. وعاد بعد ذلك إلى حلبجة.
وفي عام 1987، بعد نفيه، شارك في تأسيس الحركة الإسلامية الكردستانية وأصبح نائب زعيمها ورئيس جناحها العسكري. وفي عام 1999 أصبح زعيماً للحركة الإسلامية الكردستانية بعد وفاة شقيقه ومؤسس الحركة ومرشدها عثمان عبد العزيز. في 8 أغسطس 2003، ألقت قوة أمريكية كبيرة القبض عليه وعلى شقيقه الملا عمر عبد العزيز وعدد من حراسه الشخصيين في منزله في حلبجة، وقضيا عدة أشهر في السجن لتورطهما في إنشاء إمارة كردستان الإسلامية. وبعد إطلاق سراحه توجه إلى المملكة المتحدة للعلاج بسبب تدهور حالته الصحية، وتوفي في المملكة المتحدة بتاريخ 17 مارس 2007، وأُعيد جثمانه إلى حلبجة ودُفن هناك.